# Joseph Keter
Joseph Keter (Kenia, 13 de junio de 1969) es un atleta keniano retirado, especializado en la prueba de 3000 m obstáculos en la que llegó a ser campeón olímpico en 1996.

## Carrera deportiva
En los JJ. OO. de Atlanta 1996 ganó la medalla de oro en los 3000 m obstáculos, con un tiempo de 8:07.12 segundos, llegando a meta por delante de su compatriota el también keniano Moses Kiptanui y del italiano Alessandro Lambruschini.